# Pseudochaetosphaeronema larense
Pseudochaetosphaeronema larense är en svampart som först beskrevs av Borelli & R. Zamora, och fick sitt nu gällande namn av Punith. 1979. Pseudochaetosphaeronema larense ingår i släktet Pseudochaetosphaeronema, ordningen Pleosporales, klassen Dothideomycetes, divisionen sporsäcksvampar och riket svampar.   Inga underarter finns listade i Catalogue of Life.